# Sigurd Ribbing (filosof)
Sigurd Ribbing, född 22 oktober 1816 i Mistelås, Kronobergs län, död 21 februari 1899 i Uppsala, var en svensk filosof och politiker, professor i teoretisk filosofi vid Uppsala universitet 1850–1885. Han var son till häradshövdingen och riksdagsmannen Seved Ribbing.
Ribbing blev student vid Uppsala universitet 1835, ägnade sig företrädesvis åt filosofins studium, avlade filosofie kandidatexamen 1839, disputerade med avhandlingen Anmärkningar vid premisserna till Kants system samma år och promoverades till filosofie magister samma år. Han kallades till docent i praktisk filosofi vid Uppsala universitet 1843, sedan han samma år utgett den akademiska avhandlingen De conscientia morali disquisitio. Vid professor Erik August Schröders frånfälle utnämndes Ribbing 1850 till professor i logik och metafysik samt verkade med stort nit på denna plats ända till 1885. Hans filosofiska åsikter var starkast påverkade av Platon och Leibniz och överensstämmer väsentligen med hans lärares, Geijers och Boströms, men röjer också i mycket kritisk självständighet. Han var en framstående föreläsare och utövade under sin långa professorstid stort inflytande inom den akademiska styrelsen.
Ribbing hade flera allmänna uppdrag: han var Uppsala stadsfullmäktiges ordförande under de fyra första åren av denna institutions tillvaro 1863–1866, ledamot av Uppsala läns landsting 1863–1874, ledamot av prästeståndet för Uppsala universitet under senare delen av riksdagen 1862/63 samt vid sista ståndsriksdagen 1865/66, representant för Uppsala valkrets i andra kammaren 1867–1872, för Norrbottens läns valkrets i första kammaren 1875–1879 och lekmannaombud för Uppsala stift vid kyrkomötena 1868–1878. Han var också medlem av den kommitté som tillsattes 21 oktober 1870 för revision av elementarläroverkens stadga.
Sigurd Ribbing är begravd på Uppsala gamla kyrkogård.